# Antenne image
 (mars 2025).
Si vous disposez d'ouvrages ou d'articles de référence ou si vous connaissez des sites web de qualité traitant du thème abordé ici, merci de compléter l'article en donnant les références utiles à sa vérifiabilité et en les liant à la section « Notes et références ».

En raison de son image (b) dans le plan de masse, une antenne monopôle (a) a le même diagramme de rayonnement sur un sol parfait qu'une antenne dipôle (c) en espace libre avec une tension deux fois plus élevée.

Dans le domaine des télécommunications et de la conception des antennes, une antenne image est une image électrique en miroir d'un élément d'antenne formée par la réflexion des ondes radio sur une surface conductrice appelée plan de masse, telle que la surface de la Terre. Elle est utilisée comme technique géométrique pour calculer le diagramme de rayonnement de l'antenne.
Lorsqu'une antenne radio est montée près d'une surface conductrice telle que le sol de la Terre ou une plaque métallique plate ou un écran, les ondes radio dirigées vers la surface se réfléchissent sur celle-ci. Le rayonnement reçu en un point éloigné est la somme de deux contributions : les ondes qui vont directement de l'antenne au point, et les ondes qui atteignent le point après s'être réfléchies sur le plan du sol.  En raison de la réflexion, ces secondes ondes semblent provenir d'une seconde antenne située derrière le plan, tout comme un objet visible devant un miroir plat forme une image virtuelle qui semble se trouver derrière le miroir.  Le diagramme de rayonnement de l'antenne est exactement le même que si le plan de masse était remplacé par une image miroir de l'antenne, située à une distance égale derrière le plan. Cette deuxième source apparente d'ondes radio est l'antenne image.
L'antenne image est utilisée pour calculer les vecteurs de champ électrique, les vecteurs de champ magnétique et les champs électromagnétiques émanant de l'antenne réelle, en particulier à proximité de l'antenne et le long du sol. Chaque charge et courant dans l'antenne réelle a son équivalent dans l'image et peut également être considéré comme une source de rayonnement.  
Pour former une image de l'antenne, il n'est pas nécessaire que le plan de masse soit relié à la terre.  De nombreux types d'antennes, tels que les antennes réseau à réflexion (en), utilisent des surfaces planes de métal ou d'écran métallique pour réfléchir les ondes radio des éléments de l'antenne, et ces antennes peuvent être analysées à l'aide d'antennes image. S'il y a plus d'une surface réfléchissante dans l'antenne, comme dans une antenne catadioptre, chaque surface forme sa propre image des éléments de l'antenne. Pour former une image, la surface du plan de masse doit généralement avoir des dimensions d'au moins un quart de longueur d'onde des ondes radio utilisées.

## Effet de la conductivité du sol
Dans la réalité, le sol s'avère ne pas être un conducteur électrique parfait, plat et infini. Généralement, le sol est un milieu avec pertes ( σ ≠ 0) dont la conductivité électrique effective augmente avec la fréquence et agissant comme un très bon conducteur pour certaines fréquences et pas pour d'autres, dépendant principalement de sa composition et de son humidité. 
Il convient donc, pour maîtriser le phénomène d'obstacle conducteur réflecteur, de placer un réseau de fils conducteurs disposés radialement, régulièrement au niveau de la normale de l'antenne source ou un grillage enterré à la surface du sol pour obtenir l'effet escompté (au minimum quatre radiants). La surface à couvrir est en relation avec la longueur d'onde, soit en général un quart de longueur d'onde.